# Cólon descendente
O cólon descendente dos seres humanos desce através do hipocôndrio esquerdo e região lombar, ao longo da borda lateral do rim esquerdo.
O cólon descendente faz parte do intestino grosso. O intestino grosso inclui o apêndice vermiforme, o ceco e do cólon. O cólon descendente faz parte do cólon, que é constituído por várias partes. Eles incluem o cólon ascendente, flexura hepática, cólon transverso, flexura esplênica, cólon descendente e cólon sigmóide. O cólon descendente desce através da porção traseira superior do abdómen e ao longo do lado do rim esquerdo.
As funções do intestino grosso, são como um reservatório para o líquido que é depositado do intestino delgado. O intestino grosso é responsável pela absorção de água e outras substâncias, tais como sais. Ele também armazena os resíduos até que possa ser removido do corpo, quando uma pessoa tem um movimento do intestino. Como o alimento se move através do trato intestinal, a água é absorvida pelo intestino grosso. Isso causa os resíduos a sair do corpo em forma sólida.
É importante manter boa saúde do cólon, uma vez que existem várias doenças associadas com o cólon descendente. Entre as mais comuns estão a colite ulcerativa, doença de Crohn, e câncer de cólon. A colite ulcerativa pode afetar qualquer parte do cólon, mas quando isso afeta o cólon descendente, é chamado de colite lateral esquerda. Inflamação e úlceras no revestimento do intestino marcar a sua presença. Os sintomas da colite ulcerativa incluem sangramento, diarréia, febre, dor abdominal, muco demasiado no material fecal, e apetite e perda de peso. Os métodos de tratamento pode variar amplamente, que vão desde as mudanças na dieta à cirurgia corretiva, dependendo da gravidade da condição e da saúde geral do paciente.
Quando uma pessoa tem a doença de Crohn ou colite de Crohn, ela tem feridas nos tecidos do intestino, o que torna difícil para o intestino absorver água e sal. Os sintomas que podem desenvolver a partir desta doença incluem dor abdominal, diarreia ou constipação, náuseas e vômitos, febre, sangue nas fezes, perda de peso, abscessos e fadiga. Não há cura para a doença de Crohn, apenas mudanças na dieta pode ajudar a tornar os sintomas menos severos.
O câncer do cólon descendente é a mais grave das doenças. Uma pessoa pode ter câncer de cólon e ainda não apresentar sintomas nas fases iniciais. Como tal, exames regulares colorretais são necessários para detectar a doença em seus estágios iniciais. No entanto, existem alguns sinais que podem indicar câncer de cólon, que incluem mudanças bruscas nos hábitos intestinais, sangramento do reto, fezes pretas, constipação freqüente, e muco nas fezes. As opções de tratamento dependem do estágio do câncer e da saúde geral do paciente.

## Imagens adicionais

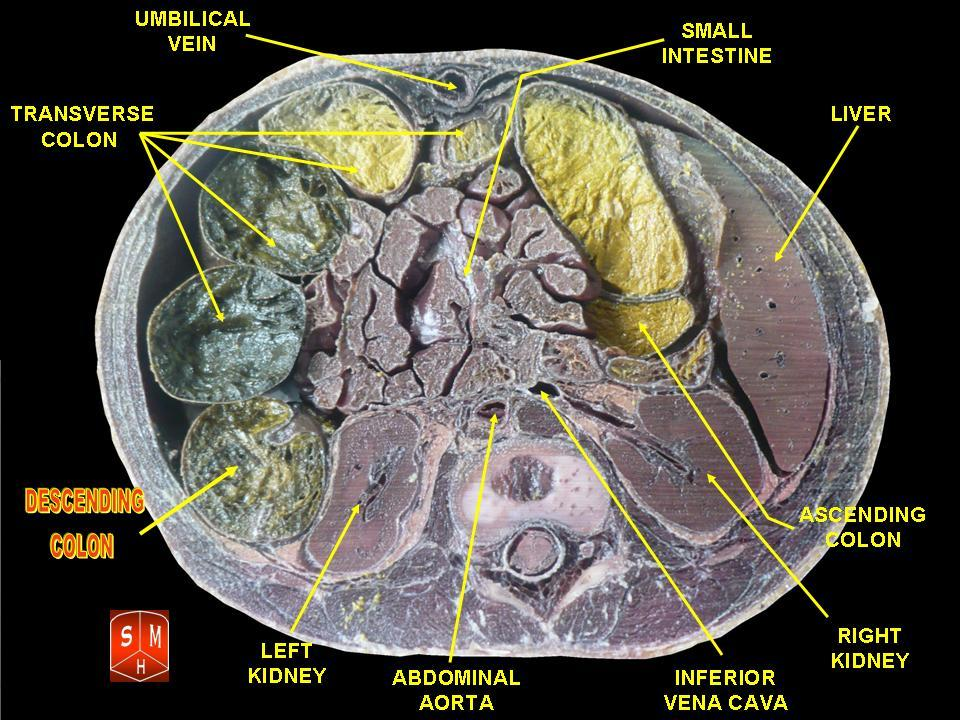
Cólon descendente
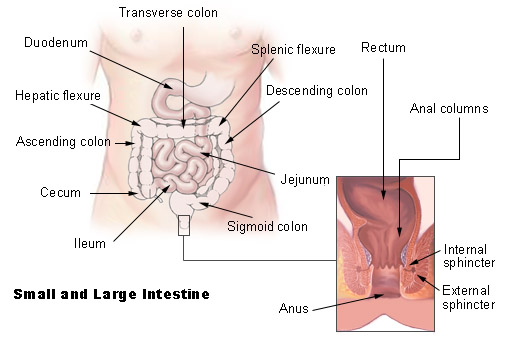
Intestinos
Esquema
Disposição horizontal do peritônio na parte inferior do abdómen.
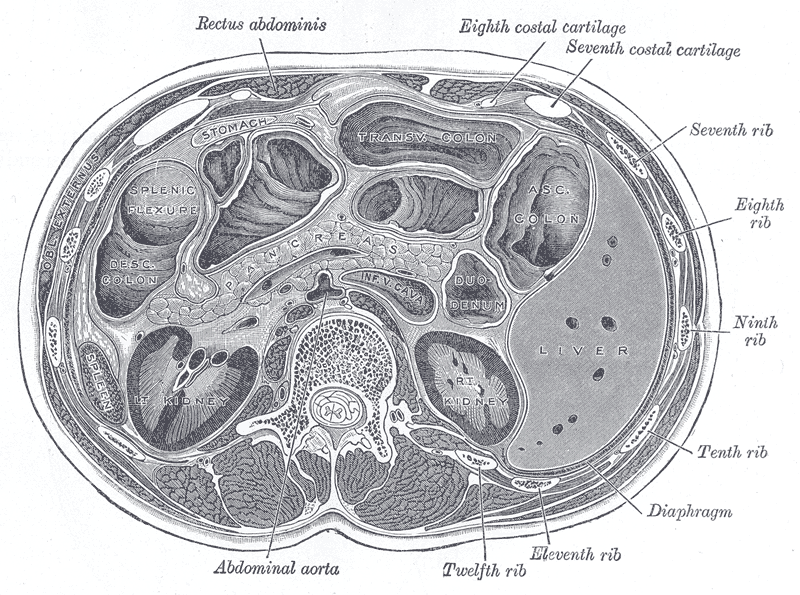
Secção transversal através do meio da primeira vértebra lombar, mostrando as relações do pâncreas.
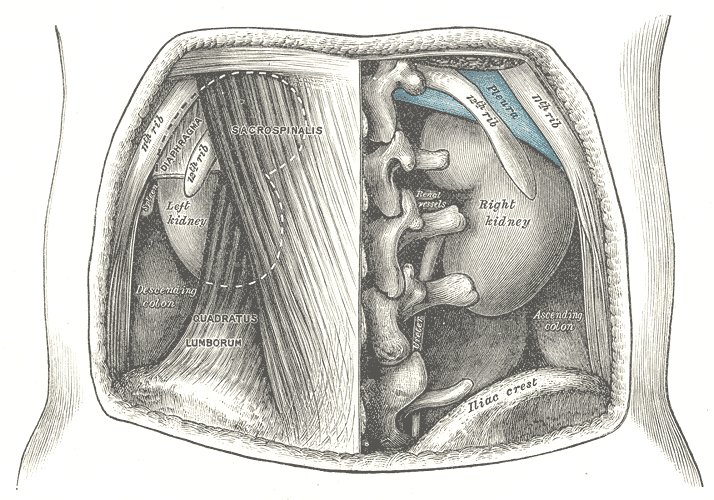
As relações dos Rins por trás.
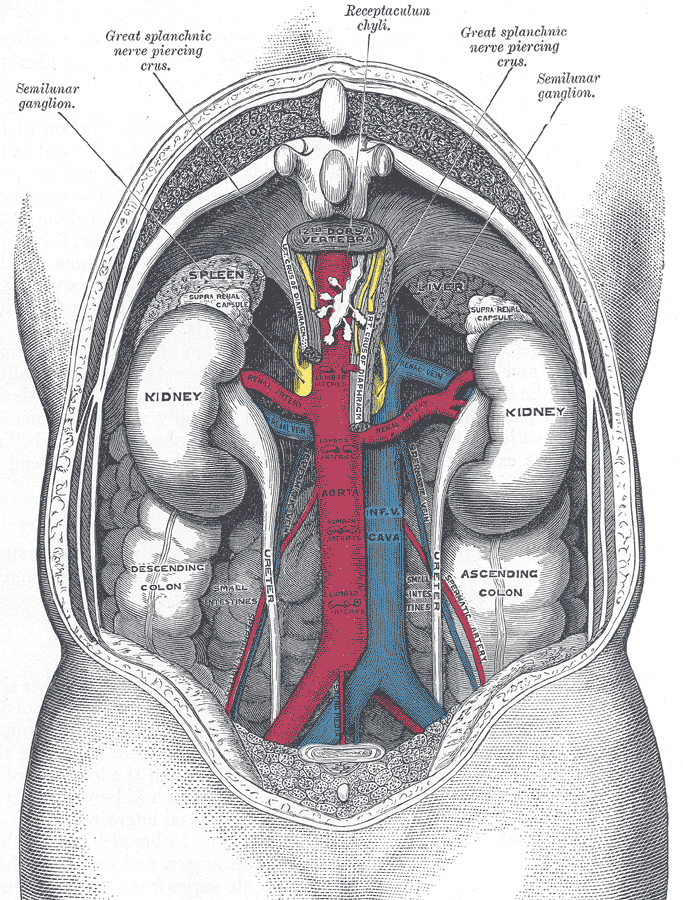
Sistema digestivo